# Јаков Евијски
Јаков Цаликис (грч. Ιακωβος Ευβοιας, 1920–21. новембар 1991), такође познат као Јаков Евијски је православни светитељ. Био је игуман манастира Светог Давида Старијег.

## Живот
Старац Јаков Цаликис је рођен 1920. године у Малој Азији, у месту Ливиси, наспрам острва Родос. Већ наредне године због прогона грчког становништва долази као избеглица у Грчку. Породица малога Јакова населила се у селу Фаракли на северној Евији.
Од малих ногу био је привржен молитви и посту, а нарочито је волео свету Параскеву у чијем се храму врло често сâм молио, тако да му се једном приликом и сâма светитељка јавила. После одслуженог војног рока 1947. године, млади Јаков одлази у манастир Светог Давида на Евији, где је остао пуних 39 година, до смрти. Због своје послушности и смирења убрзо је рукоположен за јеромонаха.1975. постао је игуман. Прича се да је разговарао са многим свецима.Био је исповедник православне вере, исказујући дужно поштовање према црквеним властима.
Својим молитвама излечио је многе болеснике, изагнао демоне из бесомучних и прорекао неке догађаје, као што је избор тадашњег митрополита Филаделфије Вартоломеја за Цариградског Патријарха. Док је био игуман манастира Светог Давида умножило се братство, обновљени су конаци, и сâм манастир је, постао велико поклоничко место где су многи људи, како верници тако и атеисти, налазили утеху.
Преподобни старац Јаков је умро 21. новембра 1991. године.

## Канонизација
Цариградска патријаршија га је канонизовала 27. новембра 2017. године. Његов празник је одређен за 5. децембар(грегоријански календар)/22. новембар (јулијански).